# 劉矩 (東漢)
劉矩（?—?），字叔方，沛國蕭縣（今安徽省蕭縣）人，东汉时期的大臣。
劉茂叔父是漢順帝時的司徒劉光，他年轻熟讀經史，有遠志。舉孝廉，任雍丘令，施行教化，息訟勸善。在任四年，母亡去職回鄉服喪。喪滿後，太尉胡廣推薦他賢良方正，官至尚書令。梁冀專權，他自請出任常山國相。梁冀死後，他任太常。汉桓帝延熹四年（161年）十月，太尉黃瓊卸任，劉矩被任命为太尉。次年，因南方蠻夷反亂，劉矩被免職，杨秉繼任。漢靈帝建寧元年（168年），劉矩接替周景再任太尉，同年因日食免職。

## 延伸阅读
[在维基数据编辑]
 《後漢書/卷76》，出自范晔《後漢書》